# Truppe d'assalto

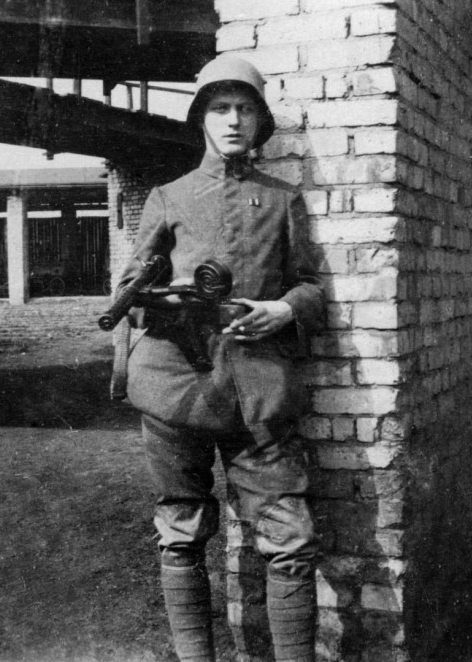
Uno Stoßtruppen tedesco della prima guerra mondiale

Le truppe d'assalto sono reparti specifici delle forze armate, generalmente di fanteria, per condurre un attacco, il cui compito è scardinare le linee di difesa nemiche.

## Storia
Questa denominazione venne usata ufficialmente in occasione della prima guerra mondiale, il loro utilizzo si sviluppa a seguito dell'esigenza di superare l'immobilità della guerra di trincea, la quale appare per la prima volta in Europa con la grande guerra e immobilizza lo scontro in modo logorante, dietro alle mitragliatrici e il filo spinato.
Le truppe d'assalto furono utilizzate inizialmente nel corso della prima guerra mondiale dalla Germania (istituite tra la primavera e l'estate del 1916 con il nome di "Sturmpatrouilen"); dall'Impero austro-ungarico (create a seguito dei successi tedeschi nel medesimo periodo, con il nome di "Sturmtruppen") e dall'Italia (create dal Regio esercito), e vennero denominati Arditi.
La loro tradizione fu ripresa dalle forze speciali.

## Caratteristiche

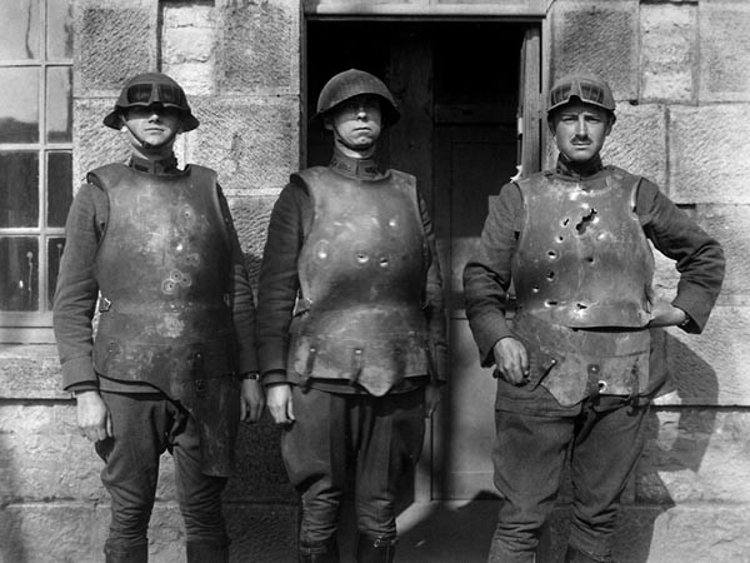
Arditi italiani dopo un combattimento

Operavano raggruppate in squadre a piccoli specializzati che, con azioni rapide, hanno il compito di creare una falla tra le difese nemiche e aprire così un varco per la fanteria che può successivamente superare il blocco della trincea. Questi gruppi specializzati generalmente vengono dotati di un equipaggiamento leggero ma dirompente (sono spesso dotate di bombe a mano) per permettere loro di muoversi più agilmente tra le file nemiche.